# شماره مجازی
شمارهٔ مجازی (به انگلیسی: Virtual Number)، شمارهٔ تلفنی است که وجود حقیقی نداشته ولی می‌تواند بسیاری از کاربردهایی که شمارهٔ واقعی دارد را دارا باشد. به این ترتیب بدون اینکه نیاز داشته باشید تا سیم‌کارت یک اپراتور را تهیه نمایید، می‌توانید به سادگی و با فعال کردن یک اکانت در برنامه‌ها و وبسایت‌های ارائه‌دهندهٔ شمارهٔ مجازی، شمارهٔ مجازی مورد نظر خود را فعال نمایید.
معمولاً شرکت‌ها و برنامه‌های ارائه‌دهندهٔ شمارهٔ مجازی، شماره‌های خود را از دو کشور کانادا و آمریکا ارائه می‌دهند و به این ترتیب می‌توان بدون داشتن سیم‌کارت آمریکا یا کانادا، یک شمارهٔ تلفن همراه آنجا را در اختیار داشت.
‏اما برای داشتن شمارهٔ تلفن ثابت در حالت عادی باید مکانی فیزیکی داشت، حال آن که برای کسب و کارهای کوچک تهیه و اجارهٔ دفتر کار هزینه‌ای بسیار بالا و غیرضروری است. اینجاست که فنآوری تلفن مجازی یا ابری به کمک می‌آید. تلفن مجازی به این دلیل که بر بستر اینترنت است، نیازی به یک مکان فیزیکی ندارد؛ یعنی شما می‌توانید با خریداری یکی از بسته‌های ارتباطی از عرضه‌کنندگان  خدمات ارتباطی، صاحب شماره تلفن ثابت شوید، بدون این که مجبور باشید برای استفاده از آن در مکان خاصی حضور داشته باشید.

## کاربرد شماره مجازی
در مورد کاربرد‌های شماره مجازی می‌توان از مواردی مثل ثبت‌نام در وبسایت‌هایی که فقط از شماره تلفن کشوری خاص پشتیبانی می‌کنند، ثبت‌نام در وبسایت‌هایی که شماره کشوری را تحریم کرده‌اند و یا ساخت چند حساب در شبکه‌های اجتماعی و ... نام برد.